# Маковка (приток Угры)
Маковка — река в России, протекает по Угранскому району Смоленской области. Устье реки находится в 286 км от устья Угры по правому берегу. Длина реки составляет 17 км. На реке расположена деревня Роща Всходского сельского поселения.

## Данные водного реестра
В государственном водном реестре России указано, что река Маковка является притоком реки Вербиловка. Однако согласно картографическим данным Маковка впадает в реку Угра, а Вербиловка является притоком Маковки.

По данным государственного водного реестра России относится к Окскому бассейновому округу, водохозяйственный участок реки — Угра от истока и до устья, речной подбассейн реки — Бассейны притоков Оки до впадения Мокши. Речной бассейн реки — Ока.
Код объекта в государственном водном реестре — 09010100412110000020682.

### Притоки
(указано расстояние от устья)
- 3 км: река Вербиловка (лв)